# 曹川镇
曹川镇，是中华人民共和国山西省运城市平陆县下辖的一个乡镇级行政单位。

## 行政区划
曹川镇下辖以下地区：
下涧村、坡头村、陡泉村、刘岭村、东沟村、曹川村、寺头村、上堡村、任岭村、庙来村、太寨村、前窑村、曹河村、元坪村、马坪村、下坪村、上坪村、曹家村和来头村。